# 內湖隨機殺人事件
2016年3月28日上午11時，一名三歲女童（綽號小燈泡）和母親王婉諭行經臺北市內湖區捷運站時，被王景玉隨機尾隨，並以菜刀砍向其頸部致死。此命案引起新聞媒體強烈關注，並被名為小燈泡命案、內湖殺童案等。而該兇嫌是畢業於台北市立西湖國中（2022年已改制成實驗學校-台北市西湖實驗中學）的學生，而王嫌的家鄉，即是在學校附近，因此發病時，在住家暨所讀學校附近犯案。

## 案情
2016年3月28日上午，王景玉騎乘機車，至大賣場以219元購買作案凶刀，購買之後回到內湖住處，隨後又騎乘機車至環山路一段附近徘徊。
2016年3月28日上午11時05分，劉姓女童（小名小燈泡）與其母親王婉諭（之後擔任時代力量黨主席、第十屆立法委員）正前往西湖捷運站準備迎接外祖父，騎滑步車經過內湖區環山路一段9巷附近，正要從人行道上坡進騎樓。王景玉尾隨在後，王婉諭以為王景玉好心要幫忙女童牽車而靠近。王景玉突然當著王婉諭的面，自後方持菜刀對小燈泡頸部猛砍，導致小燈泡當場頭身分離、倒地死亡。王婉諭救援不及，與王景玉拉扯，但因勢單力薄無法將王景玉拉離小燈泡。附近有七名見義勇為的市民合力制伏王景玉，警方隨即將王景玉以現行犯逮捕、送至西湖派出所實施偵訊。

## 行兇者
兇嫌王景玉（1983年—）住家於案發地點附近的治磐社區。他於高中畢業後入伍，以坦克駕駛兵退伍，一度在量販店工作，隨即離職，失業十多年，倚賴父親的軍人退休金，與母親擔任清潔工的薪水度日，並曾在專門收容精神病患的台北市立聯合醫院松德院區就診，有毒品安非他命前科。
2016年3月28日晚間，警方在訊問中，王景玉一度行使緘默權，後又聲稱自己為三皇五帝中的「堯帝」及「四川皇帝」，要求警方跪下。王景玉指出被害人長得像四川人，而自己是四川皇帝，故殺之，又揚言自己要跟四川少女傳宗接代，言行舉止詭異。士林地檢署檢察官訊後以涉犯殺人重罪，且有逃亡之虞聲押王景玉。士林地方法院深夜開庭，訊後於晚間23時50分裁定收押禁見。3月29日凌晨1點左右，王被收押於新北市土城看守所。 
警方也公佈了到王景玉家搜索的情況，找出了他手寫的29本筆記本，內中寫滿了反共抗俄、擁護國家抗日戰爭等字句，也抄錄了秦始皇、忽必烈等皇帝的事蹟，又把自己的名字與方士徐福並列，語焉不詳，據此懷疑王景玉有嚴重的精神病，幻想自己是帝王、偉人，而之所以言必稱「四川」，是因為王景玉籍貫四川。台北市刑警大隊也發布新聞稿，指王景玉是毒品調驗及治安顧慮人口，定調此案是吸毒過量幻想殺人事件。但並無對王嫌進行精神鑑定。

## 起訴及審判

### 起訴
2016年5月23日，士林地檢署檢察官以刑法第271條及兒少法第112條起訴王景玉並求處死刑。據檢方指出精神鑑定後，認定在犯案時並無「因精神障礙或其他心智缺陷，致不能辨識其行為違法或欠缺依其辨識而行為之能力」、「因前項之原因，致其辨識行為違法或依其辨識而行為之能力，顯著減低」情形。毒品鑑定部分，經採集尿液、毛髮後，也未檢出有毒品反應。王嫌與女童、女童家人素不相識，並沒有任何嫌隙、糾紛，女童家人也不曾對他有言語上刺激，卻在公眾場合隨機對不具有抵抗能力的4歲女童砍殺高達23刀，女童母親更親眼見到摯愛遭殺害，一輩子承受失去親人的痛楚及遺憾。此外，王嫌的犯行冷血殘酷，造成國人極度震撼，使社會陷入集體恐慌、不安，進而產生不信任感。且王嫌犯案後，未曾表達懺悔或對家屬有抱歉之意，均顯示罪大惡極，且毫無悔意、難以教化，應該與社會永久隔離。
2016年5月25日，王景玉移審士林地方法院羈押庭時，法院認定可能有逃亡嫌疑，裁定繼續羈押。

### 審判
2016年6月23日，士林地方法院再次開庭。審判過程中，法官勘驗王嫌在同年2月所寫下的2本筆記本。
2017年5月12日，士林地方法院一審依對兒童犯殺人罪判處王景玉無期徒刑，褫奪公權終身，法院認定他犯案時明知其行為違法、辨識能力、控制能力均與一般人無異，不能適用刑法第19條規定不罰或減輕其刑，但他罹患思覺失調症，依據已有國內法效力的兩公約中不得對精神障礙者判處死刑的規定，沒有判處死刑，本案還可上訴。
2018年7月3日，高等法院二審宣判，王景玉對兒童犯殺人罪，處無期徒刑，褫奪公權終身，並於刑後監護5年，可上訴。
2018年12月20日，最高法院三審宣判，原判決撤銷，發回臺灣高等法院更審。
2020年1月21日，高等法院更一審宣判，王景玉對兒童犯殺人罪，處無期徒刑，褫奪公權終身，可上訴。
2020年4月15日，最高法院三審宣判，駁回檢方與王景玉上訴，處無期徒刑定讞。

## 相關人說法

### 被害者家屬
被害者母親王婉諭事後說明「這個社會一直在談家庭、教育以及工作間的平衡，我辭職回家帶小孩，我沒有想到這個社會是如此的不安全，我真的很希望政府、各級單位能夠做些事情讓媽媽放心帶小孩，或者讓媽媽放心工作。另外我認為，這樣的隨機殺人事件，兇嫌基本上在當時是沒有理智的，這不是靠立法、或怎麼去處置，就能夠解決這個問題。我還是希望能夠從根本、從家庭、從教育，來讓這樣子的人消失在社會上面，我希望我們以後的子子孫孫都不會再出現這樣子的人！」另一場受訪時，王提出五點聲明，包括：撤除與事實不符的資訊；撤除案發現場未蓋白布的照片；尊重他們的空間和隱私；被害者與其父母親的照片可以使用，但還是有三名子女要照顧，不希望造成其他孩子的陰影；公開的（資訊）部份可以使用，如果是只開放給朋友的訊息，也請尊重隱私。

### 兇嫌家屬
兇嫌家屬表示他有自言自語的習慣，4月1日曾將王景玉到台北榮總做精神鑑定在這次事件之前，就已經有跡象出現表示王景玉的精神狀況異常。其曾於2010年間，在社區持棍棒揮舞，敲破警衛哨亭玻璃，毀損他人腳踏車，經警衛報警求助，由警方送至三軍總醫院急診，但1日後即自動離院；約自2012年間起，漸漸出現自言自語、妄想症狀（認為其父母不是親生父母）、自我照顧欠佳、怪異行為（每日拿抹布擦大門6至7次），且有喊叫影響社區安寧行為；2014年10月22日因重複擦拭大門並開洗衣機洗抹布等行為遭其父親指責，遂與其父親發生扭打，又拉扯其母親頭髮，經警消協助送至臺北市立聯合醫院松德院區急診，表示其當即已被診斷有急性精神病狀態。自松德院區出院後，與其父親互動更少，且仍有令其父親難以理解之怪異行為，如經常待在自己房內抄寫，再帶著抄寫好的文件外出，對這些文件膜拜或將之燒毀，及每次返家後仍會立即以抹布擦拭自己大門內外側數次等。事實證明，狀況並未完全好轉，但仍然出院。

## 各界反應

### 政治人物
中華民國總統馬英九表示「請行政院全力查明偵辦，一定要還社會一個公道。」
行政院院長張善政表示震驚，「如果沒有精神異常狀況下，而蓄意殺人，應該給予最大的刑罰。至於是否要廢除死刑，需尋求社會共識。」並指示警局從嚴偵辦。
行政院副院長杜紫軍表示「行政院對此事表達難過與遺憾，並對受害者家屬表達哀悼之意。」並於1個月內擬定短中長期對策。
臺北市市長柯文哲表示「嫌犯根本不在現在所謂防護網的監視名單內，要如何重新建構一個，不只是台北市，整個台灣社會都比較安全的社會安全網，是未來一段時間內，要重新思考去做的事情。」
立法院院長蘇嘉全表示，內心感到相當地哀痛與不捨，希望有關單位能盡速釐清案情，依法究辦。
立法院副院長蔡其昌表示，「是為人父母者難以承受之痛，盼政府痛定思痛，面對隨機殺人案，建構更完善的社會安全網路，這件事沒有交接期的問題。」
時代力量立法委員林昶佐表示，「事情發生的瞬間，辦公室充滿悲痛與憤怒。尤其事後又知道被害女童的家庭跟我們有著共同的朋友，震驚更難以平復。」並對死刑存廢問題表示「第一時間辯論死刑存廢，會模糊焦點，應先照顧被害家屬的傷痛，去想怎麼保護他們，不是一味聚焦在支持或廢除死刑。一個進步安全且沒有死刑的社會，是他長年的理想。」
國民黨立委王育敏表示「沒辦法接受這樣的事情。」並提案對殺害未滿12歲的兒童者處死刑或無期徒刑。
民主進步黨主席、中華民國總統當選人蔡英文案發當天透過發言人王閔生表示「痛心與不捨，要從教育、經濟安全及心理健康等層面根本強化，徹底防杜這類型犯罪的滋生。」。2016年3月29日下午4時，親自前往現場獻花致意，卡片上寫道「阿姨不會讓你白白犧牲，這個社會破了很多洞，我會盡全力把他們都補好」。
國民黨主席洪秀柱在臉書表示「痛心！孩子何其無辜⋯什麼樣的人竟能針對稚子，做出這樣的兇殘行徑？不能原諒！」

### 學界
國立臺灣大學法律學院教授李茂生表示這種事發生的週期會愈來愈短、頻率愈來愈高，死刑與強制治療無法解決問題，需要從改變社會結構開始。
警察學院警察政策研究所教授許福生於3月29日在聯合報投書標題：內湖殺童案／簡單立法 能解決隨機殺人？。
台灣大學社會工作學系教授林萬億於3月30日早上在接受廣播節目主持人周玉蔻訪問時以下表示，他稱王景玉屬於「社會挫敗型」的人，這種型的人無法確定自己發生什麼事情，他的反撲就是攻擊不特定對象。

### 演藝圈
- 藝人吳宗憲在臉書表示憤怒，並嚴重呼籲立法要求連坐處罰。[33]
- 歌手吳克群在臉書發表一首未命名的歌曲，哀悼小燈泡。[34]
- 歌手宋念宇收錄於專輯《同在》中〈不好過〉，此歌以被害女童、罪犯、社會大眾的角度來訴說此事件。
- 歌手張惠妹收錄於專輯《偷故事的人》中〈身後〉，以此歌曲緬懷並安慰失去親人時的悲痛。

### 死刑議題
社會團體「白玫瑰關懷協會」在Facebook上貼文號召網友「自己孩子自己救」，並於4月10日於台北凱達格蘭大道舉辦遊行，向新舊政府表達反對廢除死刑的聲音，已獲逾6萬人表示參與。

## 影響

### 提高警覺
接送孩子上下學的家長明顯增加，也更留意是否有陌生人靠近孩子，學校並向兒童宣導自己人身安全的保護，各地警方更是加強巡邏密度與校園週邊安全維護，以維護學童安全。

### 追思祈福
包括蔡英文總統在內，有許多人自發性的在事發地點放上卡片、鮮花、糖果、布偶、玩具等，向小燈泡致哀，沿著西湖國小的圍牆以L型一路延展百餘公尺
所有追思物品於4月1日下午一時清理，家屬留下祝福追思的卡片，其餘一千多個布偶玩具等，則捐給7個社福機構
其中206個娃娃捐給「五味屋」機構，2015年建立「感謝有你娃娃屋」。

### 王婉諭參政
王婉諭因為該起事件而投入臺灣司法改革。2016年11月18日，總統府公布「司法改革國是會議籌備委員會」邀請名單，王婉諭以犯罪被害人家屬受邀，王婉諭表示接受。2020年，王婉諭代表時代力量參選立法委員，名列時代力量全國不分區立法委員候選人名單第三名；並於2020年1月11日當選。